# Hemiparesia
Hemiparesia é a paralisia parcial de um lado do corpo. Geralmente é causado por lesões da área corticospinal que corre abaixo dos neurônios corticais do lobo frontal para os neurônios motores da coluna vertebral, que é responsável pelos movimentos dos músculos do corpo e seus membros.
Também se pode ocorrer essa doença em caso de complicação no parto de uma criança na hora de seu nascimento.
Hemiplegia é semelhante a hemiparesia, mas hemiparesia é considerado menos severo.